# Шаргородський замок
Ша́ргородський за́мок — замок у місті Шаргород, від якого збереглися руїни.

## Історія
Замок збудований у добу Відродження у 1579 р. Фундатор — князь Ян Замойський.
На гравюрі — панегірику на честь засновника Шаргорода, датованій 1617 р., замок зображений п'ятибастіонним. Це підтвердив у 1656 р. Евлія Челебі, який стверджував, що Шаргородський замок мав цитадель на п'ять веж, розташовану на пагорбі над річкою. В арсеналі укріплення була далекобійна артилерія.

## Опис
Зберіг головні частини первісного розпланування, підпорну стіну з півдня і сходу, кутову квадратну вежу на 2 яруси. В західній частині замкового двору — кам'яниця XVI століття, єдина збережена на теренах України. Сучасний дах — чотирисхилий, склепіння — напівциркульні і хрещаті. Первісне розпланування XVI ст. збереглося повністю.